# Bonakābād
Bonakābād (persiska: بنك آباد, بُنك آباد) är en ort i Iran.   Den ligger i provinsen Lorestan, i den centrala delen av landet, 300 km sydväst om huvudstaden Teheran. Bonakābād ligger 1 496 meter över havet och antalet invånare är 999.
Terrängen runt Bonakābād är varierad.Runt Bonakābād är det ganska tätbefolkat, med 129 invånare per kvadratkilometer. Närmaste större samhälle är Dorūd, 4,5 km väster om Bonakābād. Trakten runt Bonakābād består till största delen av jordbruksmark.